# Catastrophic
I Catastrophic sono un gruppo death metal statunitense fondato a New York nel 1999 da Trevor Peres, chitarrista degli Obituary.

## Storia
Il gruppo ha pubblicato finora 2 album registrati in studio e un EP.
Nel 2001 hanno fatto un tour europeo assieme ad Aborted, Vader, Cryptopsy, Dying Fetus e Kataklysm. Nel 2002 hanno suonato al No Mercy Festival organizzato dalla rivista Rock Hard.
Nel 2005 hanno preso parte alla tournée europea European Decimation.

## Formazione
- Keith DeVito – voce
- Brian Hobbie – chitarra
- Trevor Peres – chitarra
- Joe Cincotta – basso
- Rob Maresca – batteria

## Discografia

### Album in studio
- 2001 – The Cleansing (Metal Blade Records)
- 2008 – Pathology of Murder (Napalm Records)

### EP
- 2005 – Born into Bondage